# 勒曼
勒曼（法語：Le Mung，法語發音：[lə mœ̃]）是法国滨海夏朗德省的一个市镇，位于该省中部，属于圣让当热利区。

## 地理
勒曼（45°52'29"N, 0°42'47"W）面积7.52 平方千米，位于法国新阿基坦大区滨海夏朗德省，该省份为法国西部滨海省份，北起旺代省，西临大西洋，南至吉倫特省，东南接多爾多涅省，东北接德塞夫勒省接壤，东临夏朗德省。
与勒曼接壤的市镇（或旧市镇、城区）包括：克拉扎讷、热村、圣萨维尼安。

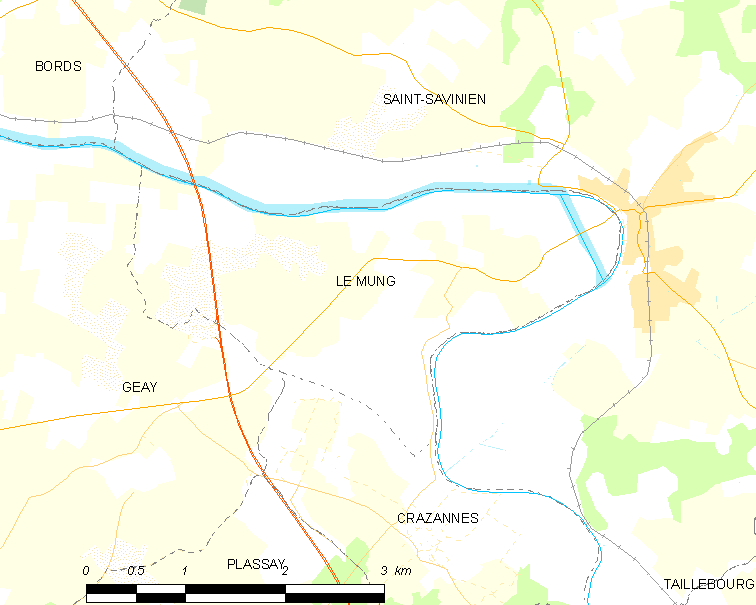
勒曼的OSM定位图

勒曼的时区为UTC+01:00、UTC+02:00（夏令时）。

## 行政
勒曼的邮政编码为17350，INSEE市镇编码为17252。

## 政治
勒曼所属的省级选区为圣让当热利县。

## 人口

1962-2008年间勒曼人口变化图示

勒曼于2022年1月1日时的人口数量为313人。